# B-15氷山

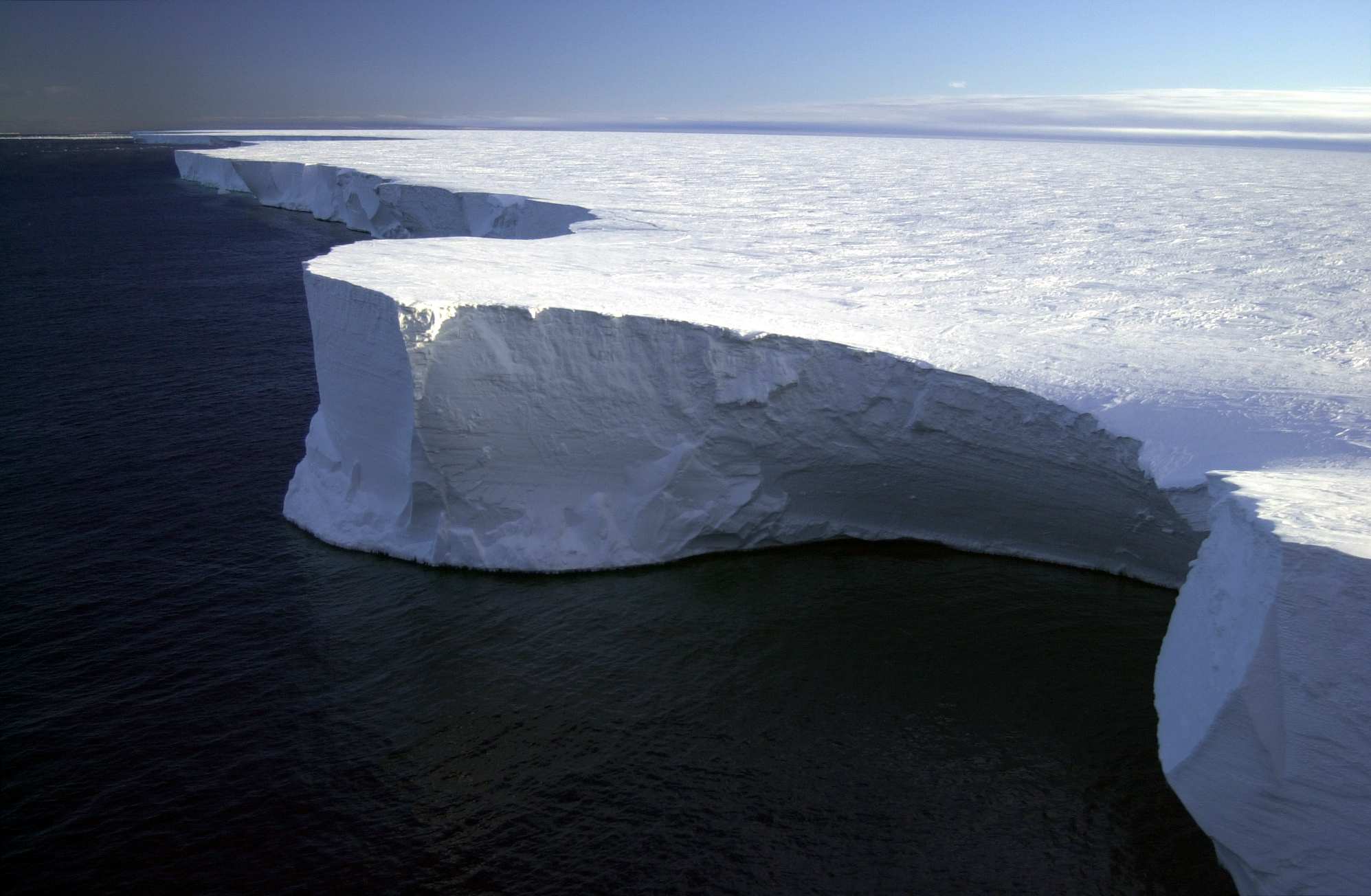
南極大陸のロス海にある B-15A 氷山の北端部、2002年1月29日

B-15氷山とは2000年3月に南極ロス海のロス棚氷から分離した氷山。分離した当時、世界最大を記録した氷山で、長さ295キロメートル、幅37キロメートル、面積は 11,000 平方キロメートルであった。これはジャマイカ島より大きい。2000年3月の分離後はさらにいくつかの破片に分裂しており、これら破片のうちで最大のものが B-15A と呼ばれた。2003年にロス島を離れてロス海上を北に向かって漂流を開始、2005年10月に最終的にいくつかの小さな氷山に分裂した。2018年時点でも最大級の破片はフォークランド諸島とサウスジョージア島の間に位置し、着実に北上しつつある。 

## 経過

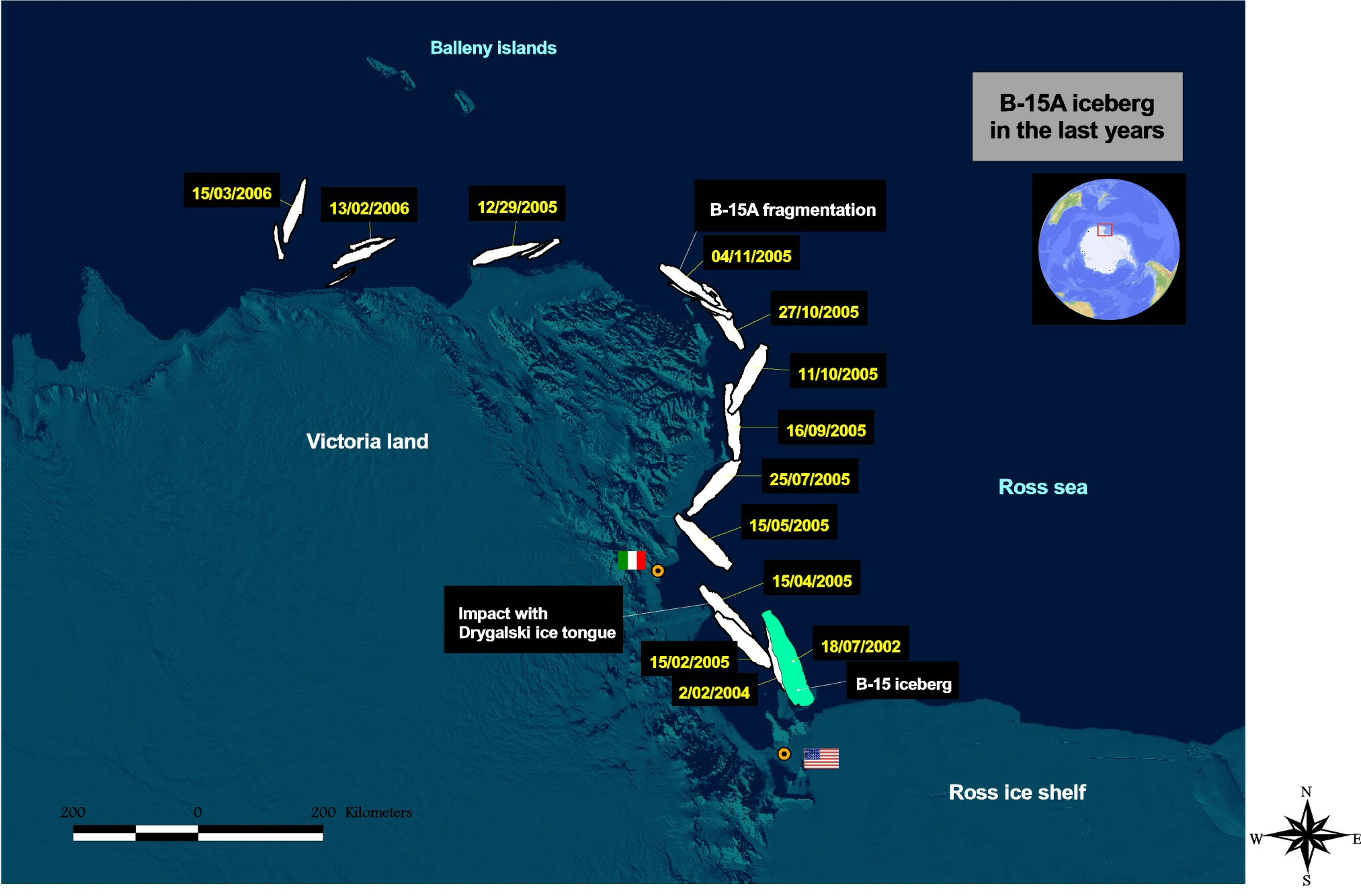
B-15A 氷山の4年間の軌跡、2002年7月から2006年3月

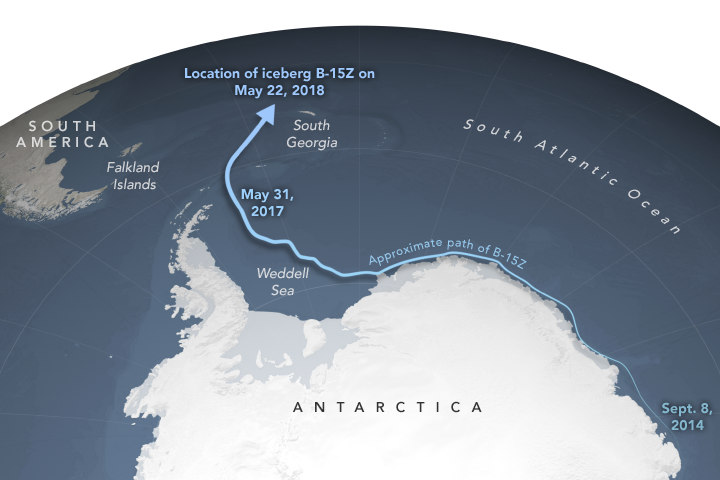
B-15Z 氷山のルート 2014-2018

B-15 氷山は、2000年3月の後半に、南極のルーズベルト島近くのロス棚氷から分離した。分離は棚氷に元から存在した亀裂に沿って発生した。分離した氷山の長さは約295キロメートル（183マイル）、幅37キロメートル（23マイル）で、表面積 10,915平方キロメートル（4,214平方マイル）に達し、これはジャマイカ島（10,991平方キロメートル（4,244平方マイル））とほぼ同じ大きさだった。 科学者たちは、50ないし100年ごとに発生する長期の自然循環の一部として、巨大な氷片が崩壊したものだと考えている。2000年、2002年、2003年に、B-15氷山はいくつかの破片に分裂し、そのうち最大のものであるB-15Aは依然6,400平方キロメートル（2,500平方マイル）の面積を持っていた。  
2003年11月、B-15J を分離した後、B-15A はロス島を離れロス海を北に向けて漂流し始めた。2003年12月、小さなナイフの形をした氷山B-15K（約300平方キロメートル）がB-15Aの本体から離れ、同様に北に向かって漂流し始めた。 2005年1月までに、B-15A はビクトリアランドの海岸沿いの山脈を流れるデビッド氷河が海上に70キロメートルにわたりせり出したドリガルスキー氷舌に向かって海流に乗って移動した。 氷舌から数キロの地点で座礁し、一時的に動きを止めたが、2005年4月10日、ついに氷舌と衝突し、氷舌の先端を折り取った。 氷山自身は衝突の影響を特段受けていないようだった。 
B-15A氷山は海岸沿いを漂流し続け、マクマードサウンドを離れた。 2005年10月27ないし28日に、氷山はビクトリアランドのアデア岬沖で再び座礁し、いくつかの小さな破片に分裂し、この際に生じた地震波は南極点のアムンゼン＝スコット基地でも検出された。 この分裂時の破片の中で最大のものは依然B-15Aと呼ばれ、その面積は1,700平方キロメートル（660平方マイル）であった。他の破片のうちの3つには、大きさの順にB-15P、B-15M、およびB-15Nの名称が与えられた。B-15Aはさらに北上し、バラバラになっていった。 これらは2006年11月3日に漁業パトロール中の空軍機によって確認された。2006年11月21日には、ニュージーランドのティマルーの海岸からわずか60 キロメートル沖合でいくつかの大きな破片が目撃された。これらのうち最大のものは長さが18キロメートル、海面からの高さが37メートルに達するものだった。 
2018年の時点で、ナショナルアイスセンター (National Ice Center) が追跡を行う20平方海里以上の破片が4個確認されている。このうちの一つであるB-15Zは、10海里×5海里の大きさを持ち、サウスジョージア島の北西150海里の南大西洋上にある。 これよりさらに北への移動を続けると、溶解速度が増加する。 このためこれより北に進むとほとんどの氷山は長くは存在できずに消滅する。 

## 南極の生態への影響

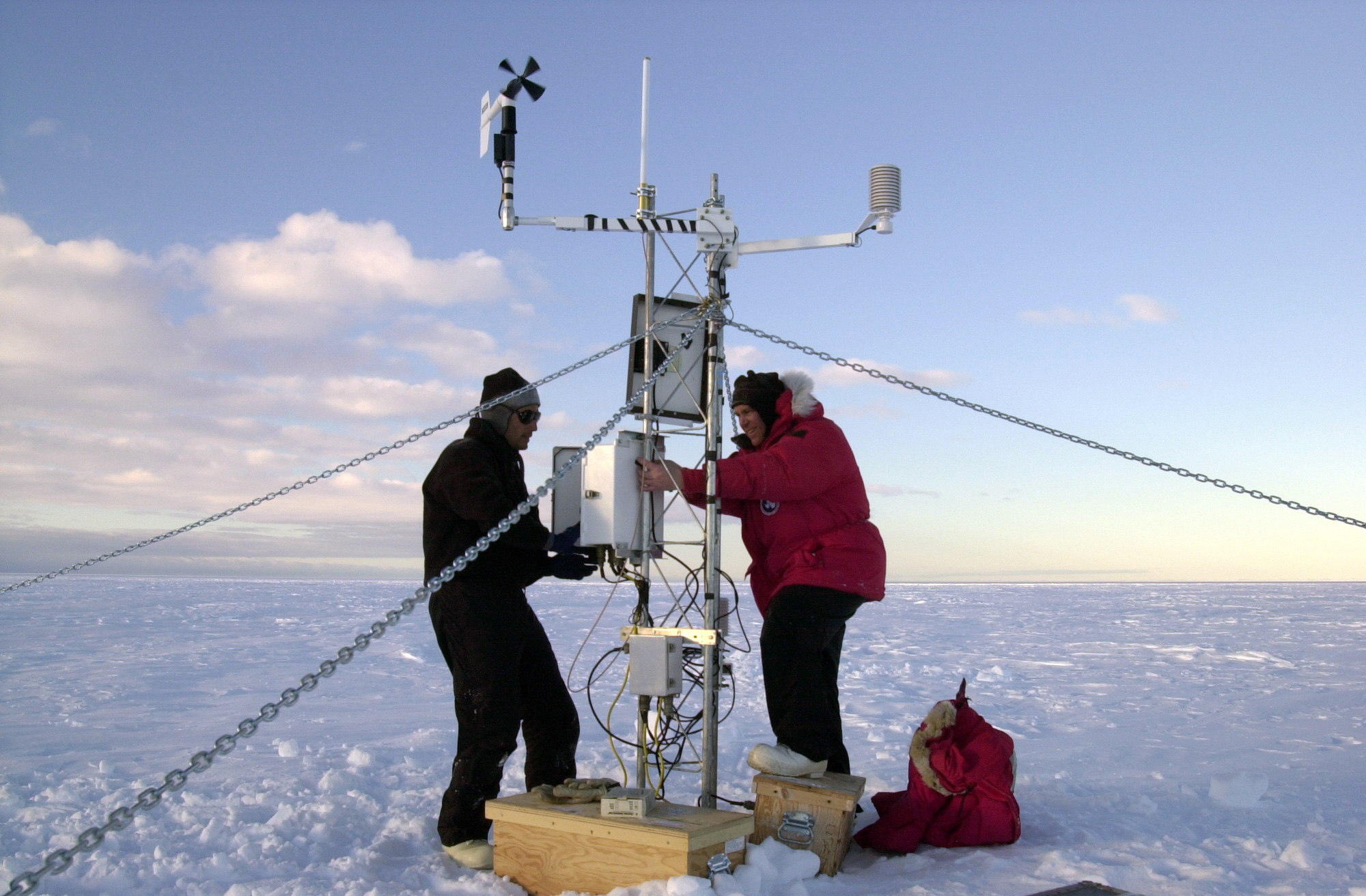
2001年1月29日、B-15A 氷山に気象観測およびGPS機器を設置する研究者

2001年1月29日に、シカゴ大学とウィスコンシン大学の研究者が、B-15Aに気象観測およびGPSシステム機器を設置した。氷山の監視をこのような方法で行うのは初めての試みだった。収集されたデータは、巨大な氷山が南極およびそれ以降の海域をどのように通過するかについて前例のない理解をもたらした。 
B-15Aは、2005年4月10日にドリガルスキー氷舌と衝突し、氷舌先端の8平方キロメートル（3.1平方マイル）の部分を破壊した。これにより南極地図を再描画する必要がある。 
B-15Aにより海流と風が影響を受け、2004年から2005年にかけてのマクマード湾の夏季砕氷作業を支障したため、3つあるの研究ステーション（基地）への毎年の補給船運航の障害となった。流氷は、親ペンギンが海からヒナの許に戻るまでの距離がかなり長くなるため、アデリーペンギンの個体数を壊滅的に減少させると予想された。ウェッデルアザラシとトウゾクカモメもマクマード湾に生息しており、それらの個体群も同様に影響を受けた可能性がある。 
2006年10月、ある研究により、アラスカ湾に大きな嵐が発生すると海のうねりが生成され、これが太平洋を横断してB15Aに到達したことが、2005年10月27日に起こったB15-Aの分裂に関与した可能性があることが示された。うねりはアラスカから南極大陸まで6日間で13,500キロメートル（8,400マイル）移動するという。科学者はこの出来事を、ある地域の天気が世界の他の地域にどのように影響し、地球温暖化への影響を懸念する例として研究している。 
しかし、2010年のより詳細な研究では、氷山の崩壊は主にビクトリアランドのアデア岬近くの沿岸海底地形への繰り返しの触礁・座礁によって引き起こされたことが示された。 

## 衛星画像
|  |  |

### ノート
1. ↑  B-15は衛星写真に記録された中で最大の氷山である。1956年の南極の氷山は長さ333キロメートル、幅100キロメートルと報告されているが、衛星写真が用いられるようになる以前の時代の寸法推定はその信頼性が低い。[1]

### 引用
1. ↑  Goering, Laurie (2000年3月24日). “Mammoth Iceberg Is Born In Antarctic”. Chicago Tribune 2014年2月18日閲覧。
2. 1 2  Specktor (2018年6月8日). “Antarctica's Largest Iceberg Is About to Die ... Near the Equator” (英語). Space.com. 2019年8月1日閲覧。
3. ↑  “Massive Iceberg Peels Off from Antarctic Ice Shelf”. National Science Foundation (2000年3月22日). 2014年2月17日閲覧。
4. ↑  “Biggest iceberg tracked from space”. The ATSR Project (2000年5月9日). 2014年2月17日閲覧。
5. ↑  Arrigo, Kevin R.; Van Dijken, Gert L. (January–February 2004). “Annual changes in sea-ice, chlorophyll a, and primary production in the Ross Sea, Antarctica”. Deep-Sea Research Part II: Topical Studies in Oceanography 51 (1–3):  117–138. Bibcode: 2004DSRII..51..117A. doi:10.1016/j.dsr2.2003.04.003.
6. ↑  “Pile-up as berg hits Antarctica”.   BBC (2005年4月19日). 2014年2月17日閲覧。
7. ↑  Bhattacharya (2005年4月19日). “World's largest iceberg 'goes bump in the night'”. New Scientist. 2014年2月17日閲覧。
8. ↑  MacAyeal, D., Okal, E., Aster, R., Basis, J., Brunt, K., Cathles, L. Mac. Drucker, R., Kim, Y-J., Martin, S., Okal, M., Sergienko, O., Sponsler, M., Thom, J., Transoceanic wave propagation links iceberg calving margins of Antarctica with storms in tropics and northern hemisphere, Geo. Res. Lett., 33, L17502, doi:10.1029/2006GL027235, 2006.
9. ↑  Martin, S., Drucker, R., Aster, R., Davey. F., Okal E., Scambos T., and MacAyeal, D., Kinematic and seismic analysis of giant tabular iceberg breakup at Cape Adare, Antarctica, J. Geophys. Res., 115, B06311, doi:10.1029/2009JB006700, 2010.
10. ↑  Eleanor Imster (2018年6月11日). “End of the journey for iceberg B-15?”. 2019年7月22日閲覧。
11. ↑  MacAyeal, Douglas R. (12 September 2006). “Transoceanic wave propagation links iceberg calving margins of Antarctica with storms in tropics and Northern Hemisphere”. Geophysical Research Letters 33 (17):  L17502. Bibcode: 2006GeoRL..3317502M. doi:10.1029/2006gl027235.
12. ↑  Harris (2006年10月5日). “Alaskan Storm Plays Role of Butterfly for Antarctica”.   National Public Radio. 2014年2月17日閲覧。
13. ↑  Martin, Seeley. (18 June 2010). “Kinematic and seismic analysis of giant tabular iceberg breakup at Cape Adare, Antarctica”. Journal of Geophysical Research: Solid Earth 115 (B6):  B06311. Bibcode: 2010JGRB..115.6311M. doi:10.1029/2009jb006700.